# Ronde van de Toekomst 2009
De Ronde van de Toekomst 2009 (Frans: Tour de l'Avenir 2009) werd gehouden van 5 tot en met 13 september in Frankrijk.

## Etappe-overzicht
| etappe | datum        | start                | finish                | afstand    | winnaar                      | klassementsleider |
| ------ | ------------ | -------------------- | --------------------- | ---------- | ---------------------------- | ----------------- |
| 1e     | 5 september  | Dreux                | Dreux                 | 130 km     | Julien Bérard                | Julien Bérard     |
| 2e     | 6 september  | Dreux                | Tourville-la-Campagne | 138 km     | Jean-Lou Paiani              | Julien Bérard     |
| 3e     | 7 september  | Le Thuit-Signol      | Compiègne             | 189 km     | Marko Kump                   | Julien Bérard     |
| 4e     | 8 september  | Margny-lès-Compiègne | Sedan                 | 197 km     | Troels Rønning Vinther       | Julien Bérard     |
| 5e     | 9 september  | Sedan                | Guénange              | 166,5 km   | Jonathan Castroviejo Nicolás | Julien Bérard     |
| 6e     | 10 september | Château-Salins       | Gérardmer             | 146 km     | Timofey Kritskiy             | Romain Sicard     |
| 7e     | 11 september | Gérardmer            | Ornans                | 182,5 km   | Andreas Stauff               | Romain Sicard     |
| 8e     | 12 september | Ornans               | Ornans                | 27 km (it) | Romain Sicard                | Romain Sicard     |
| 9e     | 13 september | Besançon             | Besançon              | 116,5 km   | Dennis van Winden            | Romain Sicard     |

## Eindklassementen

### Algemeen klassement
| Ronde van de Toekomst 2009 |                      |                  |           |
| Plaats                     | Naam                 | Ploeg            | Tijd      |
| Gele trui                  | Romain Sicard        | Frankrijk        | 20u22'41" |
| 2                          | Tejay van Garderen   | Verenigde Staten | + 1"      |
| 3                          | Sergej Fuchs         | Duitsland        | + 1' 16"  |
| 4                          | Jaco Venter          | Zuid-Afrika      | + 1' 24"  |
| 5                          | Michel Kreder        | Nederland        | z.t.      |
| 6                          | Daniel Teklehaimanot | Eritrea          | + 1' 26"  |
| 7                          | Peter Stetina        | Verenigde Staten | + 1' 32"  |
| 8                          | Nicolas Schnyder     | Zwitserland      | + 1' 40"  |
| 9                          | Andrei Krasilnikau   | Wit-Rusland      | + 1' 49"  |
| 10                         | Rafael Valls Ferri   |                  | + 1' 59"  |